# Phân bộ Cá chim bạc
Phân bộ Cá chim bạc (tên khoa học: Stromateoidei) là một phân bộ trong bộ Cá vược (Perciformes) truyền thống – bộ cá có số lượng loài lớn nhất.

## Phân loại
Theo phân loại truyền thống, phân bộ này bao gồm các họ sau:
- Amarsipidae
- Ariommatidae - cá chim Ấn Độ.
- Centrolophidae - cá chim gai.
- Nomeidae
- Stromateidae - cá chim bạc.
- Tetragonuridae

Tuy nhiên, trong phân loại gần đây, Betancur et al. (2013, 2014, 2017) đã tách phân bộ này ra và gộp toàn bộ vào bộ Scombriformes của loạt Pelagiaria.
Bộ Scombriformes còn bao gồm các họ sau:
- Một phần phân bộ Scombroidei của bộ Perciformes truyền thống.
  - Gempylidae - cá thu rắn.
  - Scombridae - cá thu, cá ngừ.
  - Trichiuridae - cá hố.
- Phân bộ Icosteoidei (chỉ chứa 1 họ) của bộ Perciformes truyền thống.
  - Icosteidae
- Phân bộ Scombrolabracoidei (chỉ chứa 1 họ) của bộ Perciformes truyền thống.
  - Scombrolabracidae
- Một phần liên họ Percoidea trong phân bộ Percoidei của bộ Perciformes truyền thống.
  - Arripidae
  - Bramidae - cá vền biển.
  - Caristiidae
  - Pomatomidae
  - Scombropidae
- Một phần phân bộ Trachinoidei của bộ Perciformes truyền thống.
  - Chiasmodontidae

Tuy nhiên, mối quan hệ liên họ trong bộ Scombriformes là mong manh; việc xếp các họ cá dạng cá thu ngừ thành các phân bộ nhằm bảo toàn các tên gọi truyền thống (như Scombroidei, Stromateoidei, Icostoidei v.v.) hoặc tách chúng ra thành các bộ mới đòi hỏi thêm các công trình nghiên cứu mới.